# Emma Marcegaglia

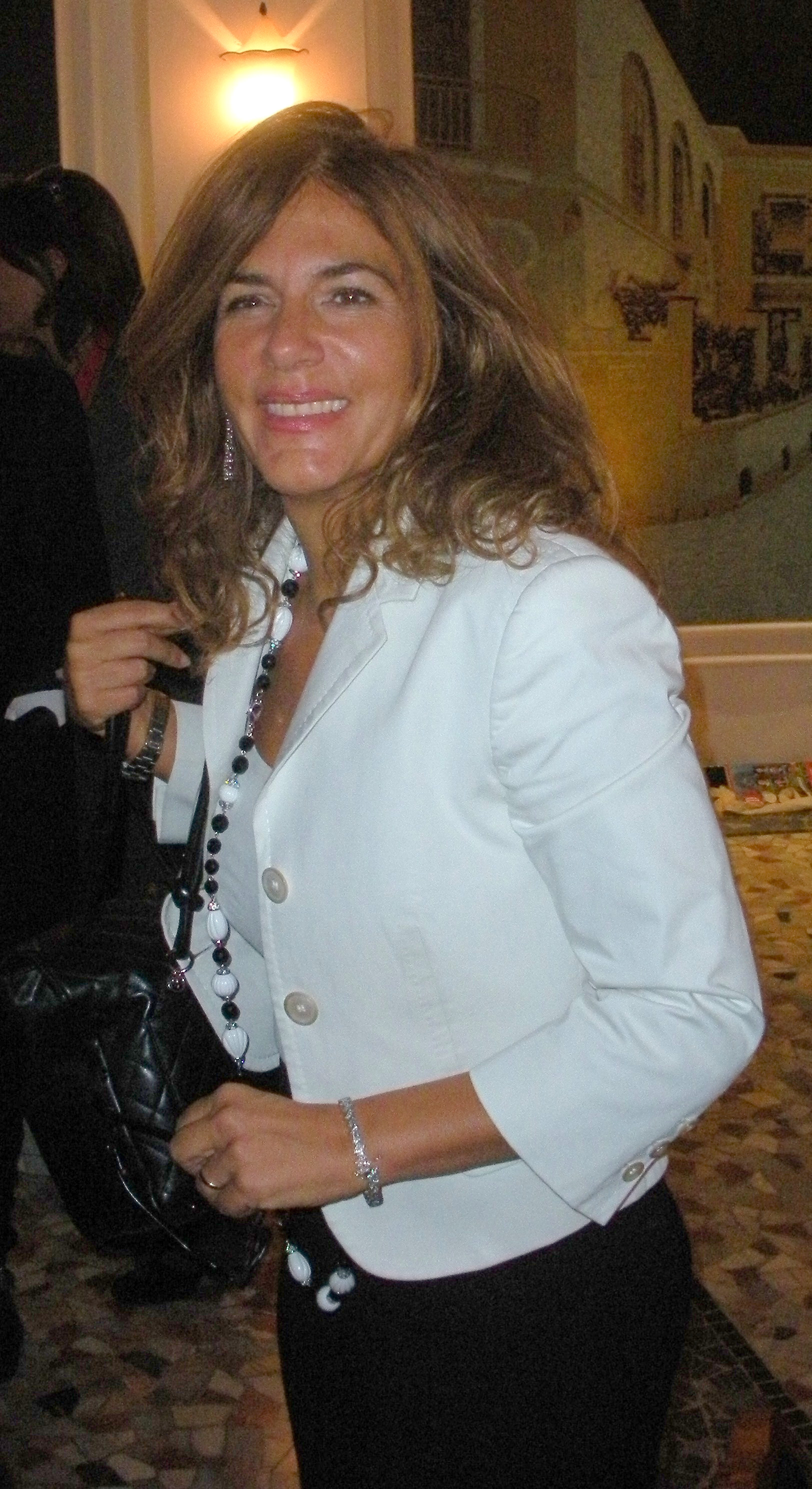
Emma Marcegaglia (2009)

Emma Marcegaglia (* 24. Dezember 1965 in Mantua, Italien) ist eine italienische Unternehmerin und Präsidentin der Universität LUISS Guido Carli. Sie war Vorsitzende der Confindustria und führte zwischen 2013 und 2018 den europäischen Arbeitgeberverband BusinessEurope. Im November 2011 wählte sie die Financial Times in ihrem jährlichen Ranking Women at the Top zu einer der 50 einflussreichsten Geschäftsfrauen der Welt. Seit dem 14. April 2014 ist Marcegaglia die Aufsichtsratsvorsitzende des umsatzstärksten italienischen Unternehmens, dem Erdöl- und Energiekonzern Eni.

## Leben
Emma Marcegaglia wurde am 24. Dezember 1965 in Mantua geboren. Sie ist die Tochter des Unternehmers Steno Marcegaglia und dessen Frau Palmira Bazzani.
1989 studierte Marcegaglia an der Mailänder Università Commerciale Luigi Bocconi. Während ihres Studiums verbrachte sie acht Monate in den Vereinigten Staaten, wo sie an der New York University einen Master of Business Administration erwarb.
Nach ihrem erfolgreichen Abschluss leitete sie die Tourismussparte des Stahlkonzerns Marcegaglia.
Im April 1996 wurde Emma Marcegaglia als erste Frau zur Präsidentin der Jungunternehmer und dadurch zur Vizepräsidentin der Confindustria ernannt. Zwischen 1997 und 2000 bekleidete sie das Amt der Präsidentin der europäischen Jungindustriellen.
2008 bis 2012 war sie Vorsitzende der Confindustria. Emma Marcegaglia war damit die erste Frau, die seit der Gründung im Jahr 1919 den Verband geführt hat. Bei der Wahl erhielt Marcegaglia 126 der 132 abgegebenen Stimmen. Sie vertritt 126.000 Unternehmen mit 4,7 Millionen Beschäftigten (Stand: 2008). Am 11. April 2013 gab der europäische Unternehmensverband BusinessEurope bekannt, dass Emma Marcegaglia ab dem 1. Juli 2013 Jürgen R. Thumann als Präsidentin nachfolgt.
Gemeinsam mit ihrem Bruder Antonio Marcegaglia führt sie heute den Stahlkonzern. Sie setzten verstärkt auf externe Manager und forcierten die Auslandsexpansion. Emma Marcegaglia ist für Finanzen und Verwaltung verantwortlich.
Emma Marcegaglia lebt mit ihrem Mann und ihrer Tochter in Mantua.